# Ochodaeus cornifrons
Ochodaeus cornifrons is een keversoort uit de familie Ochodaeidae. De wetenschappelijke naam van de soort is voor het eerst geldig gepubliceerd in 1876 door Solsky.